# Hornindal
Hornindal was een gemeente in de Noorse fylke Sogn og Fjordane. De gemeente telde 1198 inwoners in januari 2017. De gemeente werd in 2020 opgeheven en bij de gemeente Volda gevoegd, waardoor het tevens in een andere provincie kwam te liggen: Møre og Romsdal. 
Het diepste meer (512 m) in Europa, het Hornindalsvatnet, is gedeeltelijk gelegen in Hornindal.

## Geboren

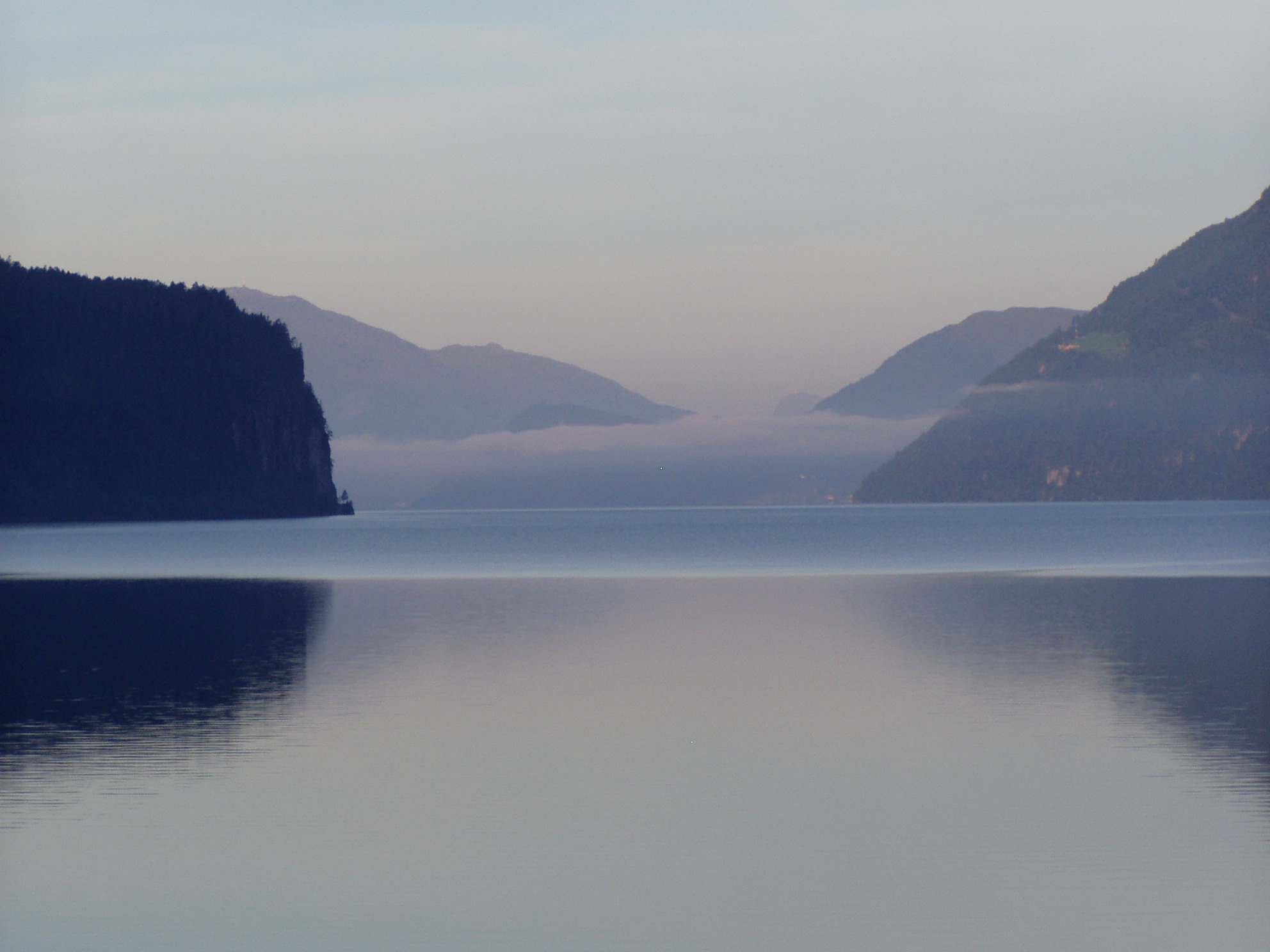
Hornindal

- Frode Grodås (1964), voetballer

Årdal · Askvoll · Aurland · Balestrand · Bremanger · Eid · Fjaler · Flora · Førde · Gaular · Gloppen · Gulen · Hornindal · Høyanger · Hyllestad · Jølster · Lærdal · Leikanger · Luster · Naustdal · Selje · Sogndal · Solund · Stryn · Vågsøy · Vik

Gemeenten in de provincie bij de opheffing op 1 januari 2020